# 絶対接尾辞
絶対接尾辞（ぜったいせつびじ、英: absolutive suffix, absolute suffix； 西: sufijo absolutivo, sufijo absoluto）とは接尾辞の一種である。主に中米のインディヘナが用いる言語の名詞に見られるが、ジョージア語の接辞-iも同様の性格を持つとされている。独立接尾辞（どくりつせつびじ）という呼称も存在する。

## マヤ語族
たとえばツォツィル語の場合、名詞のうち身体語彙や親族名称を表すものなどは基本的に以下のように所有接辞と共に表される。
しかし、所有者を明確に限定しない場合には接尾辞-ilを伴って表現される。この-ilが絶対接尾辞であり、他に-olや-alといった変種が存在する（例: k'obol 〈手、腕〉； bankilal 〈（男性視点での）兄〉）。